# 宇文逸豆帰
宇文 逸豆帰（うぶん いっとうき、拼音：Yŭwén Yìdòuguī、生没年不詳）は、鮮卑宇文部の最後の大人。子は宇文陵。『周書』では宇文俟豆帰と書かれ、宇文莫那から9世目にあたるとされる。北周の基礎を築いた宇文泰は彼の来孫（5代後の子孫）にあたる。

## 生涯
元々は宇文別部である東部大人であった。
333年8月、宇文部の大人宇文乞得亀を領土から追放すると、自ら位を継いだ。慕容部の大人慕容皝はこれを討伐しようと思い、広安に軍を進めた。宇文逸豆帰が恐れて講和を求めると、慕容皝は楡陰・安晋の2城を築いてから帰還した。
11月、慕容皝の弟である征虜将軍慕容仁が反乱を起こして遼東を占拠すると、宇文逸豆帰は慕容仁を支援した。
335年、慕容部の右司馬封奕が宇文別部の渉夜干を強襲し、多くの資産を奪った。渉夜干は帰還中の封奕に追撃を掛け、渾水で攻撃を仕掛けたが、返り討ちにに遭った。
同年12月、宇文部と段部は慕容仁の下へ使者を派遣して修好を深めた。宇文部と段部は慕容仁の本拠地平郭に館を置いたが、慕容皝の帳下督張英は百騎余りを率いて間道から侵入して館を襲撃した。宇文部の使者10人余りが殺害され、段部の使者は捕えられた。
同月、かつての代王拓跋紇那は国から追放されて宇文部に亡命していたが、代王拓跋翳槐と諸部が対立するようになると、拓跋紇那は宇文部の支援を得て代へ攻め込み、諸部大人はこれを迎え入れた。拓跋翳槐は鄴へ逃亡し、後趙の庇護下に入った。これにより拓跋紇那は再び代王の座についた。
336年6月、段部の大人段遼が慕容部を攻めると、宇文逸豆帰もまた安晋へ侵攻し、段蘭に呼応した。慕容皝が5万を率いて柳城に進軍すると、宇文逸豆帰は退却したが、封奕より追撃を受けたので輜重を放棄して逃走した。
同年、封奕により宇文別部が侵略され、大敗を喫した。
338年3月、段部が滅亡すると、慕容翰（慕容皝の庶兄。段部に亡命していた）は宇文部へ亡命した。宇文逸豆帰は一度は慕容翰を快く迎え入れたが、次第に慕容翰の才名を妬むようになったので、慕容翰は狂人の真似をしてその警戒を解かせたという。
339年10月、慕容皝の子である慕容恪と慕容覇（後の慕容垂）が宇文別部を攻撃した。
340年2月、慕容翰は宇文逸豆帰の名馬を盗み、二人の子供を連れて逃亡した。宇文逸豆帰配下の精鋭百騎余りが追跡したが、慕容翰が百歩離れた所へ刀を立て、それを一発で射抜いたのを見て追撃を止めた。慕容翰は前燕に帰還した。
343年2月、宇文逸豆帰は相莫浅渾に前燕を攻撃させたが、慕容皝は撃って出なかった。莫浅渾は敵が恐れていると思いこみ、酒を飲んだり狩猟をしたりして警備など全くしなくなった。これを見た慕容皝は慕容翰を出撃させ、莫浅渾は散々に打ち破られた。これにより兵卒の大半を捕らえられ、莫浅渾はかろうじて逃げ帰った。
8月、宇文逸豆帰は逃亡中であった段遼の弟の段蘭を捕らえると、後趙へ送り、併せて駿馬1万匹を献上した。宇文逸豆帰は一貫して後趙に従属し、貢献を絶やす事は無かったという。
344年1月、慕容皝は宇文部討伐の兵を挙げ、慕容翰を前鋒将軍とし、さらに慕容軍・慕容恪・慕容覇・慕輿根にも兵を与え、三道に分かれて進軍させた。これに対して宇文逸豆帰は、南羅大の渉夜干へ精鋭兵を与えて迎撃させた。慕容翰自らが陣を出撃すると、渉夜干もこれに応戦した。慕容覇が傍らから援護を行うと、渉夜干は敗北を喫して慕容翰に討ち取られた。渉夜干の勇名は三軍に鳴り響いており、国内中の精鋭が配属されていたので、彼の敗北を知った宇文部の兵卒は恐れおののき、戦わずして潰れた。前燕軍は勝ちに乗じて追撃し、遂に都城を攻略した。宇文逸豆帰は逃亡を図り、遠く漠北まで至ったところで亡くなった。こうして、宇文部は滅亡し、慕容皝は五千戸を超える住民を昌黎へ強制移住させた。
その後、宇文逸豆帰の子である宇文陵は前燕に仕え、駙馬都尉を拝命し、玄菟公に封じられた。前燕が滅ぶと、やがて再興した後燕に仕え、次いで北魏にも仕えた。彼の直系の子孫が宇文泰である。

## 参考資料
- 『魏書』（列伝第九十一）
- 『晋書』（成帝康帝紀、慕容皝載記）
- 『周書』（帝紀第一）
- 『北史』（列伝第八十六）
- 『資治通鑑』（巻九十五、巻九十六、巻九十七）